# Tuttobenigni
Tuttobenigni o Tuttobenigni dal vivo è un film italiano del 1983 diretto da Giuseppe Bertolucci, raccolta degli spettacoli comici tenuti da Roberto Benigni nelle piazze italiane.

## Trama
Nella pellicola vengono presentati tanti spezzoni tratti dagli show televisivi e teatrali del comico toscano il quale prende in giro le abitudini degli italiani e soprattutto la politica governante degli anni ottanta.
(Roberto Benigni)